# Antonín II. Grasalkovič
Kníže Antonín II. Grasalkovič (starším pravopisem Anton II. Grassalkovich, maďarsky Grassalkovich II. Antal, s latinsko-maďarský přídomkem de Gyarak, 24. srpna 1734, Gödöllő – 5. červen 1794, Vídeň) byl uherský šlechtic a královský úředník a mecenáš umění z rodu Grasalkovičů.

## Život
Narodil se jako syn Antonína I. Grasalkoviče.
Dětství prožil v Ivance pri Dunaji, studia absolvoval v Bratislavě a ve Vídni.
Od roku 1759 byl županem Bodrockého a od roku 1769 Zvolenského kraje.
V roce 1784 byl povýšen do knížecího stavu.
Antonín Grasalkovič podporoval hudební život v Bratislavě a ve Vídni, a to natolik štědře, že jeho manželka musela omezovat jeho výdaje.

### Rodina a potomstvo
21. května 1758 se ve Vídni oženil s Marií Annou Esterházyovou (1739-1820). Manželé měli několik dětí:
- Antonín? (1759? -1766?)
- Marie Anna (1760-1815)
- Terezie (1761-? )
- Ottília (1764-1810)
- Jan (1765-? )
- Alžběta (1767-1823)
- Mikuláš (1768-?)
- Antonín (1771-1841)